# الیکایی سینه‌خالدار
الیکایی سینه‌خالدار (نام علمی: Pheugopedius maculipectus) نام یک گونه از سرده الیکایی‌های زه‌پر است.